# Atef

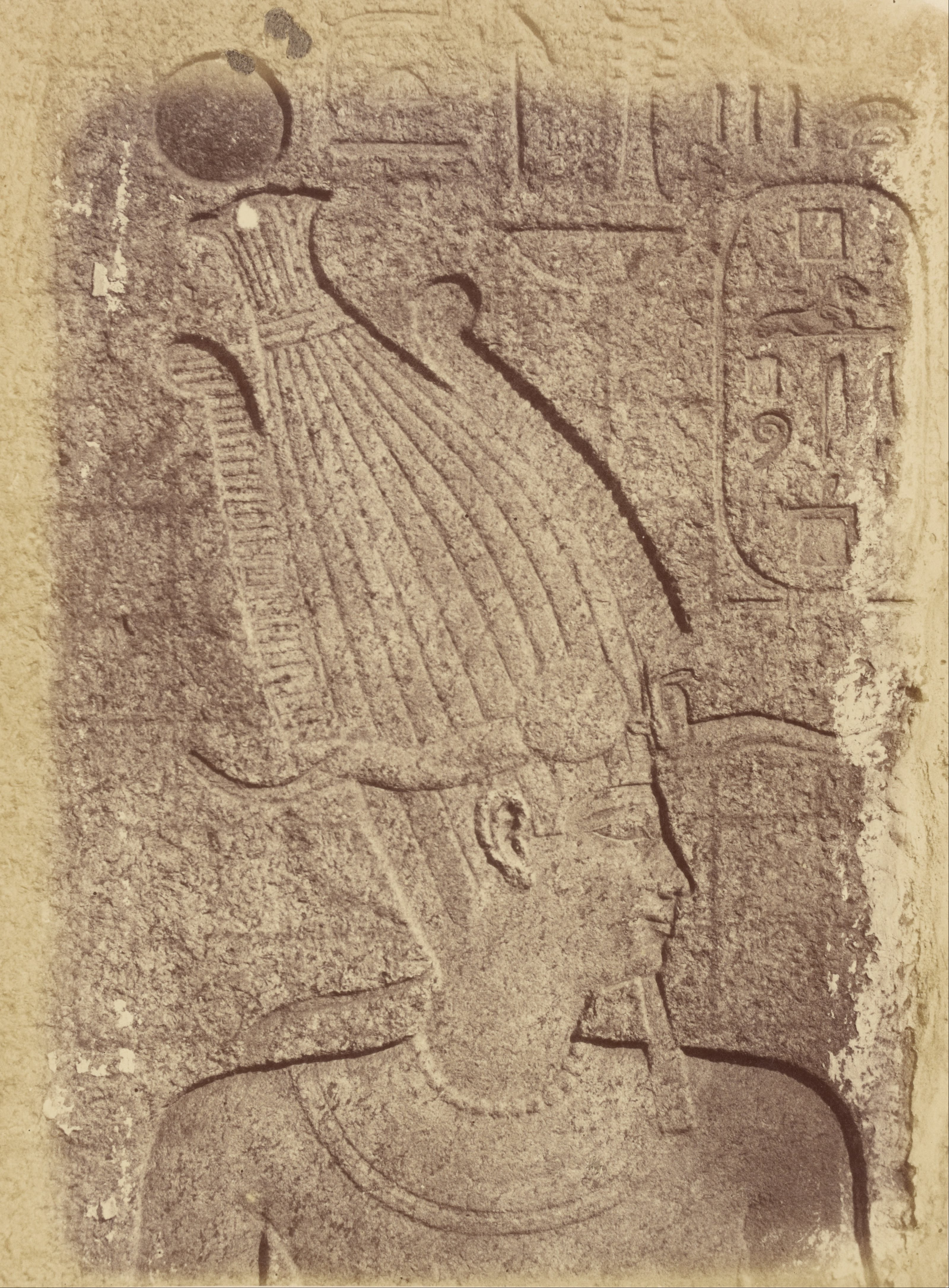
Théodule Devéria -Profil du Pharaon Philipe III, Karnak.

 (mars 2021).
Si vous disposez d'ouvrages ou d'articles de référence ou si vous connaissez des sites web de qualité traitant du thème abordé ici, merci de compléter l'article en donnant les références utiles à sa vérifiabilité et en les liant à la section « Notes et références ».
L'Atef est la couronne portée par le dieu Harsaphes et parfois par Osiris, de même que par Pharaon lors de certains rituels. 
Elle est l'attribut de l'oiseau mythique Bénou, représentant l'âme de Rê.
Elle est constituée d'une mitre centrale à rayures verticales colorées, surmontée par un disque et flanquée de deux plumes d'autruche. Un disque solaire est à la base et au centre de la mitre, et s'ajoutent souvent deux cornes horizontales de bélier.

La couronne est représentée par l'hiéroglyphe S8 de la liste de Gardiner « ȝtf » :      
| S8 |

## Couronnes de l'Égypte antique
- Couronne Atef,
- Couronne blanche Hedjet,
- Couronne bleue Khépresh,
- Couronne Hemhem,
- Couronne Hénou,
- Couronne rouge Decheret,
- Couronne Ourerèt,
- Couronne Tjèni,
- Bandeau Seshed,
- Coiffe Némès,
- Double couronne Pschent.

## Galerie

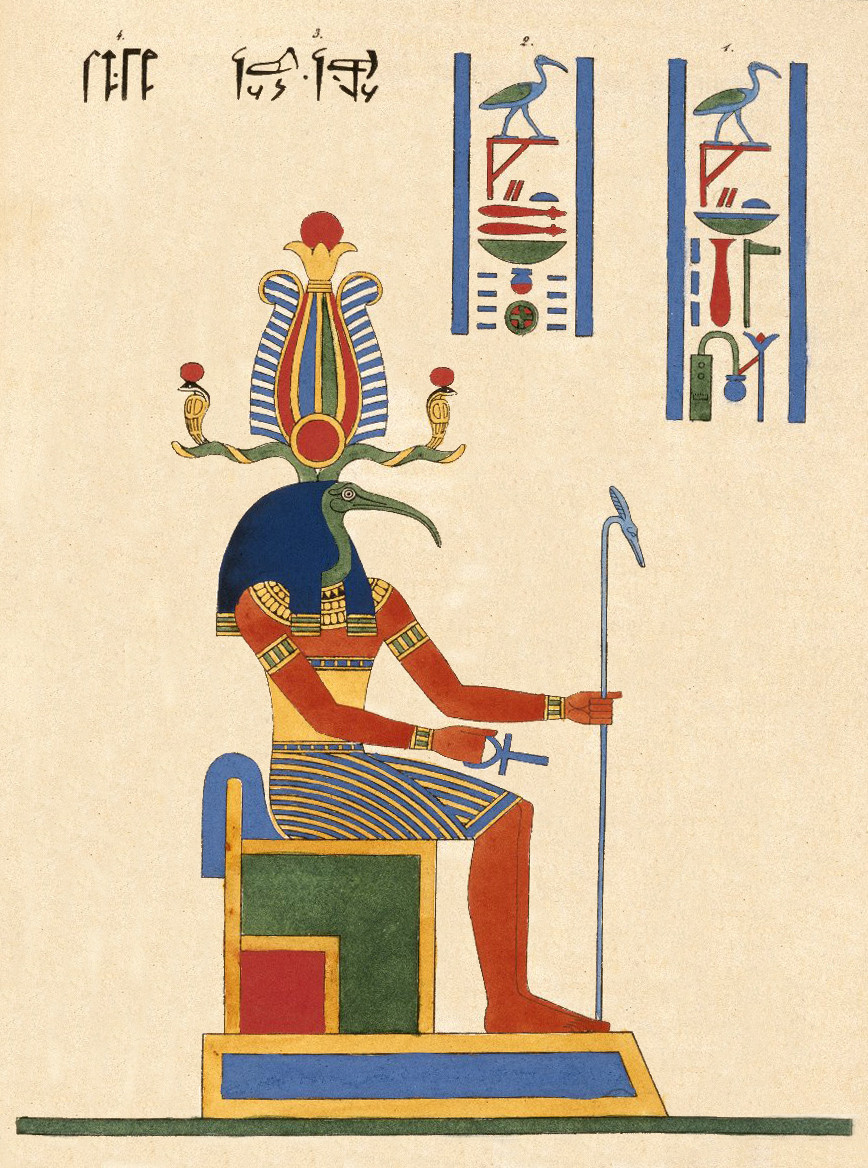
Thot portant l'Atef dans une illustration du Panthéon Egyptien (1823-1825) par Léon Jean Joseph Dubois (1780-1846).
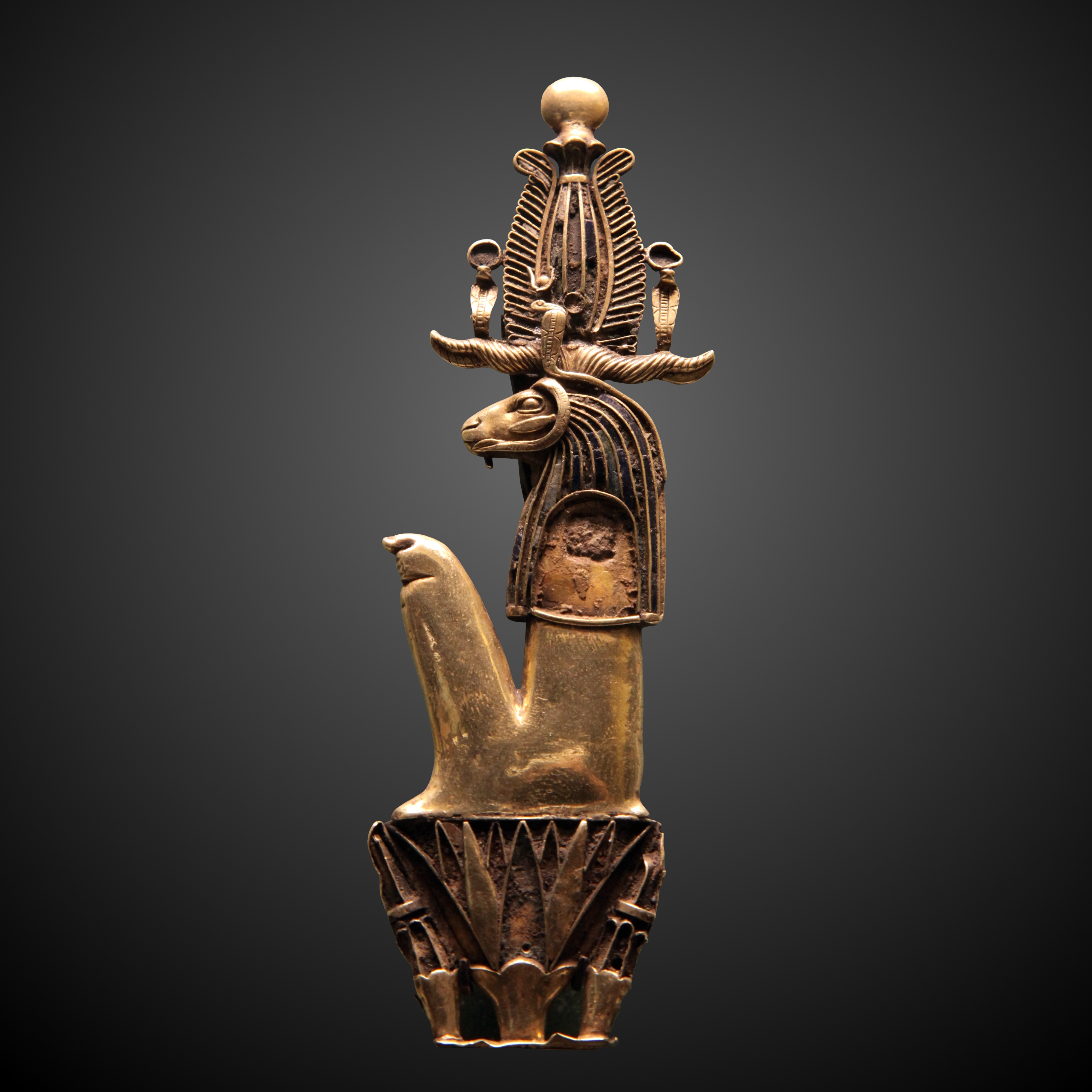
Pectoral en or figurant le dieu Harsaphes accroupi - XXIe et XXIIe dynasties - Musée du Louvre[1].
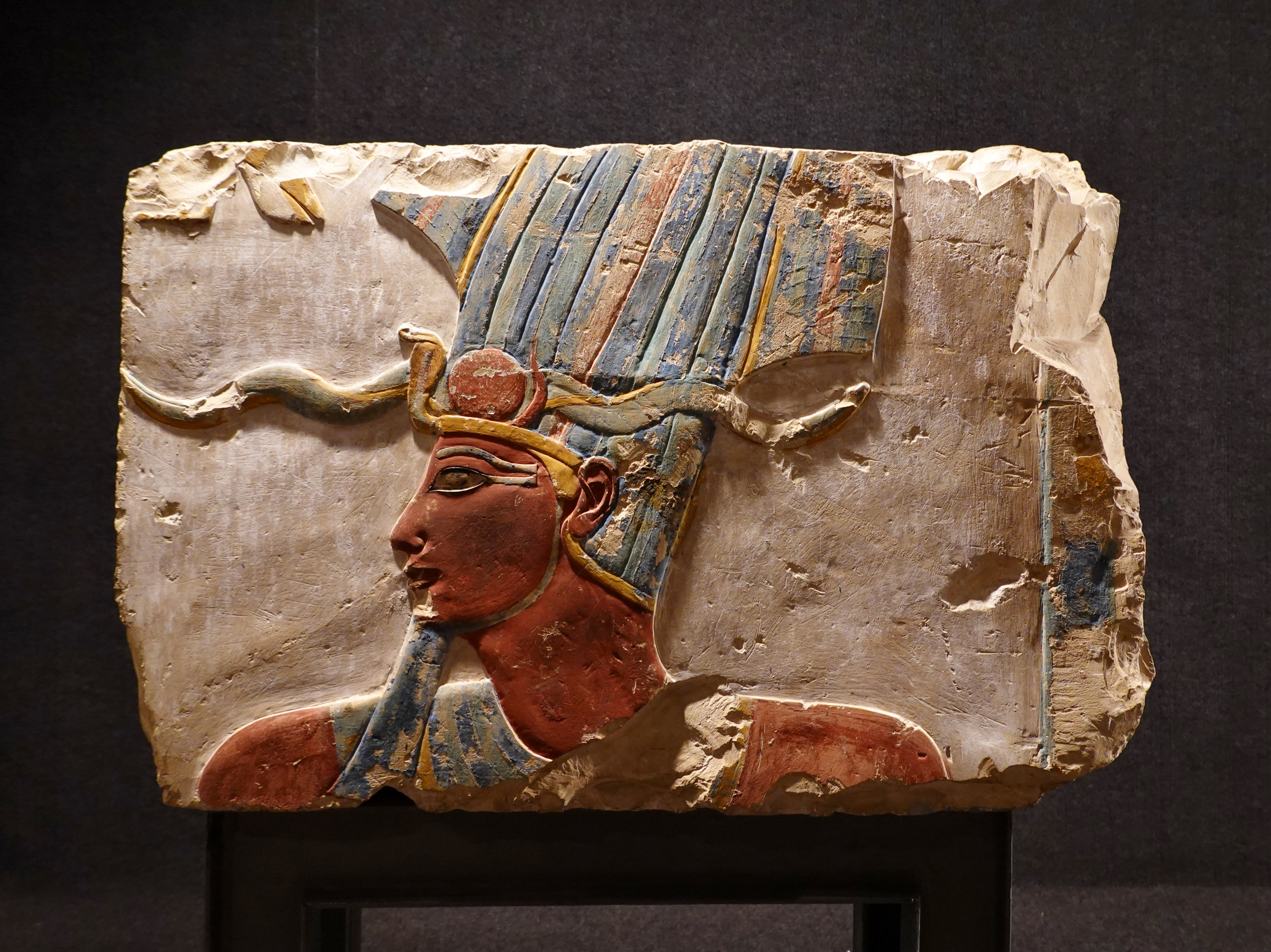
Thoutmosis III portant l'Atef (calcaire, 18e dynastie) trouvée à Deir el-Bahari exposée au musée de Louxor, Égypte.